# Siemens MC60

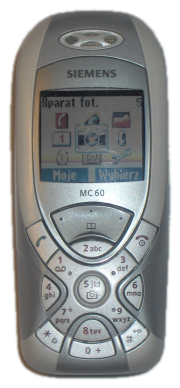
Siemens MC60

Siemens MC60 är en mobiltelefon framtagen av industrikoncernen Siemens AG. Telefonen kom ut på marknaden 2003. MC60:s skärm kan visa 4 096 färger och telefonen har en kamera som tar bilder med maximalt 352×288 pixlar.